# Lynda Tolbert-Goode
Lynda Tolbert-Goode (Estados Unidos, 3 de octubre de 1967) fue una atleta estadounidense, especializada en la prueba de 100 m vallas en la que llegó a ser medallista de bronce mundial en 1993.

## Carrera deportiva
En el Mundial de Stuttgart 1993 ganó la medalla de bronce en los100 metros vallas, con un tiempo de 12.67 segundos, llegando a la meta tras su compatriota Gail Devers (oro con 12.46 segundos que fue récord de América) y la rusa Marina Aziabina (plata con 12.60 segundos).